# Tityobuthus rakotondravonyi
Espèce
Tityobuthus rakotondravonyi est une espèce de scorpions de la famille des Ananteridae.

## Distribution
Cette espèce est endémique de la région Diana à Madagascar. Elle se rencontre dans la réserve spéciale d'Ankarana.

## Description
Le mâle holotype mesure 27,1 mm et la femelle paratype 25,9 mm.

## Systématique et taxinomie
Cette espèce a été décrite par Lourenço et Goodman en 2003.

## Étymologie
Cette espèce est nommée en l'honneur de Daniel Rakotondravony.

## Publication originale
- Lourenço & Goodman, 2003 : « New considerations on the genus Tityobuthus Pocock (Scorpiones, Buthidae), and description of a new species from the Ankarana in northern Madagascar. » Revista Ibérica de Aracnología, no 8, p. 13-22 (texte intégral).